# بروکفیلد سنتر (اوهایو)
بروکفیلد سنتر (به انگلیسی: Brookfield Center) یک منطقهٔ مسکونی در ایالات متحده آمریکا است که در شهرستان ترامبل، اوهایو واقع شده‌است. بروکفیلد سنتر ۷٫۴ کیلومتر مربع مساحت و ۱٬۲۰۷ نفر جمعیت دارد و ۳۲۶ متر بالاتر از سطح دریا واقع شده‌است.